# Anja Burnik
Anja Burnik, slovenska flavtistka, * Kranj
Anja Burnik prihaja iz znane glasbene družine Jože Burnik. Flavto se je začela učiti na nižji glasbeni šoli v Škofji Loki pri priznani profesorici Dragi Ažman, pri njej je šolanje nadaljevala tudi na Srednji glasbeni in baletni šoli (SGBŠ) v Ljubljani. Po končani srednji šoli se je vpisala na Akademijo za glasbo v Ljubljani, kjer je leta 2002 diplomirala z odliko na umetniški smeri pri profesorju Fedji Ruplu.
Od leta 2007 je redna flavtistka v zasedbi Amala, pod strokovnim vodstvom Imer Traje Brizanija. Sodelovala je z Orkestrom slovenske policije, Simfoničnim orkestrom RTV Slovenija, Big Bandom RTV Slovenija in različnimi pihalnimi godbami širom Slovenije in s številnimi komornimi glasbeniki, pianisti Nino Mole, Mojco Eferl, Brigito Mlakar, Milanom Stanisavljevićem, violinistom Vasilijem Meljnikovim, Francijem Rizmalom, flavtistko Nevenko Tršan Hočevar, vokalistko Jadranko Juras, citrarko Tanjo Zajc Zupan in drugimi.
Leta 2010 je bila predstavljena njena skladba Lastovka za flavto in klavir na Večeru slovenskih skladateljev, februarja 2011 pa je pripravila še tri krstne izvedbe lastnih del v klasični zasedbi – dve za flavto in klavir ter eno za flavto, violino in klavir. Januarja 2012 je v Slovenski filharmoniji izvedla lastno skladbo na Koncertu učiteljev GŠ Franca Šturma ob spremljavi pianistke Ksenje Pirc.
Anja Burnik je hči slovenskega harmonikarja in skladatelja Jožeta Burnika.